# 香取栄二
香取 栄二（かとり えいじ）は日本の俳優。本名、山本 栄。1943年（昭和18年）に近衛十四郎の紹介で美空ひばり (女優)と結婚した。

## 出演映画
- 大空の遺書（1941年（昭和17年）　大都映画）
- 杉野兵曹長の妻（1940年（昭和16年）　大都映画）
- 大陸は微笑む（弥刀研二監督、1940年（昭和16年）8月29日　大都映画）